# Pareulype grisescens
Pareulype grisescens là một loài bướm đêm trong họ Geometridae.